# أولتن
أولتن بلدة في كانتون سولوتورن في سويسرا.

## مجتمع

### التوزيع اللغوي
وفقًا للتعداد السكاني في عام 2011 ، يتحدث 99.40٪ من السكان الألمانية ، و 0.53٪ إيطاليون و 0.07٪ لادن كلغة أولى. 
يظهر الرسم البياني التالي عدد السكان التاريخي: